# Роздоли (Люблінське воєводство)
Роздоли (пол. Rozdoły) — село в Польщі, у гміні Ситно Замойського повіту Люблінського воєводства.
Населення — 259 осіб (2011).
У 1975-1998 роках село належало до Замойського воєводства.

## Демографія
Демографічна структура станом на 31 березня 2011 року:
|          | Загалом | Допрацездатний вік | Працездатний вік | Постпрацездатний вік |
| -------- | ------- | ------------------ | ---------------- | -------------------- |
| Чоловіки | 133     | 32                 | 89               | 12                   |
| Жінки    | 126     | 32                 | 62               | 32                   |
| Разом    | 259     | 64                 | 151              | 44                   |